# Полог (село)
 Тази статия е за селото в Битолско.  За котловината вижте Полог.  
Полог (на македонска литературна норма: Полог) е село в южната част на Северна Македония, община Новаци.

## География
Селото е разположено в Селечката планина, източно от град Битоля.

## История
В XIX век Полог е изцяло българско село в Битолска кааза на Османската империя. Според статистиката на Васил Кънчов („Македония. Етнография и статистика“) от 1900 година Пологъ има 160 жители, всички българи християни.
На Етнографската карта на Битолския вилает на Картографския институт в София от 1901 година Полог е чисто българско село в Битолската каза на Битолския санджак със 17 къщи.
В началото на XX век християнското население на селото е под върховенството на Българската екзархия. По данни на секретаря на екзархията Димитър Мишев („La Macédoine et sa Population Chrétienne“) в 1905 година в Полог има 128 българи екзархисти.
През 1905 година Георги Ацев разбива край Полог гръцка чета от 10 критяни и 15 милиционери от гъркоманските села. Като отмъщение селото е запалено от гръцките андарти.
Според други данни в началото на XX век селото е патриаршистко. При преброяването в 1908 година комисията записва жителите на Полог, заедно с тези на съседното Ченгел като „гърци“, тъй като са патриаршисти. Жителите на двете села се оплакват в Българското търговско агентство в Битоля и заявяват, че не искат да са записани „гърци“, и че ако в новите нуфузи не са записани като „българи патриаршисти“, те няма да ги приемат.
По време на българското управление на Вардарска Македония през Първата световна война Полог е част от Бродска община в Битолска селска околия и има 61 жители. През ноември 1916 година в селото е създадено българско военно гробище.
Според преброяването от 2002 година селото е обезлюдено.

## Личности
Родени в Полог
- Петър Ламов (1870 – ?), български революционер

Починали в Полог
- Александър Петков Денчев, български военен деец, капитан, загинал през Първата световна война[9]
- Ангел Кузов Георгиев, български военен деец, подпоручик, загинал през Първата световна война[10]
- Ангел Найденов Молов, български военен деец, подпоручик, загинал през Първата световна война[11]
- Апостол Павлов Апостолов, български военен деец, подпоручик, загинал през Първата световна война[12]
- Атанас Николов Златков, български военен деец, майор, загинал през Първата световна война[13]
- Васил Петров Ничев, български военен деец, запасен поручик, загинал през Първата световна война[14]
- Георги Василев Балев, български военен деец, капитан, загинал през Първата световна война[15]
- Георги Ефтимов Попов, български военен деец, подпоручик, загинал през Първата световна война[15]
- Димитър Василев Кожухаров, български военен деец, подпоручик, загинал през Първата световна война[16]
- Димитър Димитров Атанасов, български военен деец, подпоручик, загинал през Първата световна война[17]
- Димитър Колев Чилингиров, български военен деец, подполковник, загинал през Първата световна война[18]
- Димитър Нейчев Христов, български военен деец, поручик, загинал през Първата световна война[19]
- Димитър Стефанов Гендов, български военен деец, майор, загинал през Първата световна война[20]
- Иван Денчев, български военен деец, капитан, загинал през Първата световна война[11]
- Юрд. Велков Петров, български военен деец, подпоручик, загинал през Първата световна война[21]
- Къню Пеев, български военен деец, подпоручик, загинал през Първата световна война[22]
- Лазар Василев Василев, български военен деец, полковник, загинал през Първата световна война[23]
- Никола Димитров Влахов, български военен деец, запасен подпоручик, загинал през Първата световна война[15]
- Никола Манев Кирев, български военен деец, поручик, загинал през Първата световна война[24]
- Никола Пеев Парашкевов, български военен деец, поручик, загинал през Първата световна война[25]
- Серафим Каменов Пенков, македоно-одрински опълченец, 3 рота на 7 кумановска дружина,[26] загинал през Първата световна война[27]
- Тодор Христов Данаилов, български военен деец, капитан, загинал през Първата световна война[28]